# Линия Клаузена

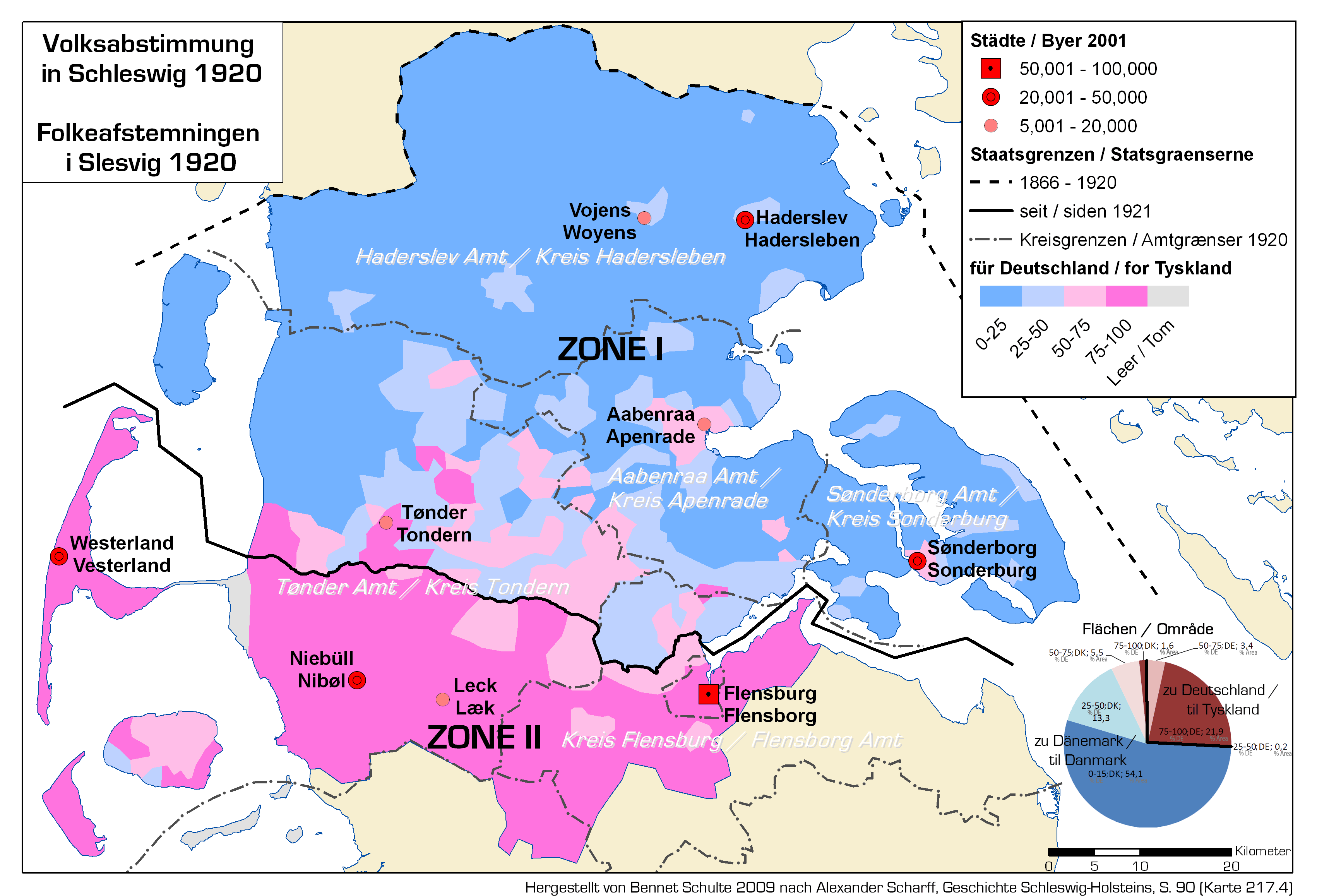
Результаты голосования на плебисците в Шлезвиге (1920)

Линия Клаузена (нем. Clausen-Linie) — линия границы между Германией и Данией, предложенная датским историком Гансом Виктором Клаузеном в 1891 году. По итогам плебисцита 1920 года она образовала границу между 1-й и 2-й избирательными зонами и, таким образом, будущую государственную границу, как она существует и сегодня.
В качестве доработки линии Клаузена немецкая сторона предложила линию Тидье. Она должна была пройти в более северном направлении, включая ориентированный на голоса большинства немецкого населения область у Тондерна, а также более малые области к северу от Фленсбургского фьорда, таким образом, она создавала одинаково большие меньшинства немецкого и датского населения по обе стороны границы.
Предлагая новое разграничение, Клаузен якобы хотел принять во внимание исторические и экономические соображения, но прежде всего опирался на лингвистическую ситуацию. Тем не менее, сделав это, он разделил исторические области Тондерн и Фленсбург и лишал оба экономических центра их внутренних областей. Прежде всего, разделительная линия не соответствовала существующему положению дел ни с лингвистической точки зрения, ни с точки зрения результатов плебисцита, что впоследствии показали результаты двух голосований. В первоначальном предложении Клаузен предполагал, что область у Тондерна останется немецкой.

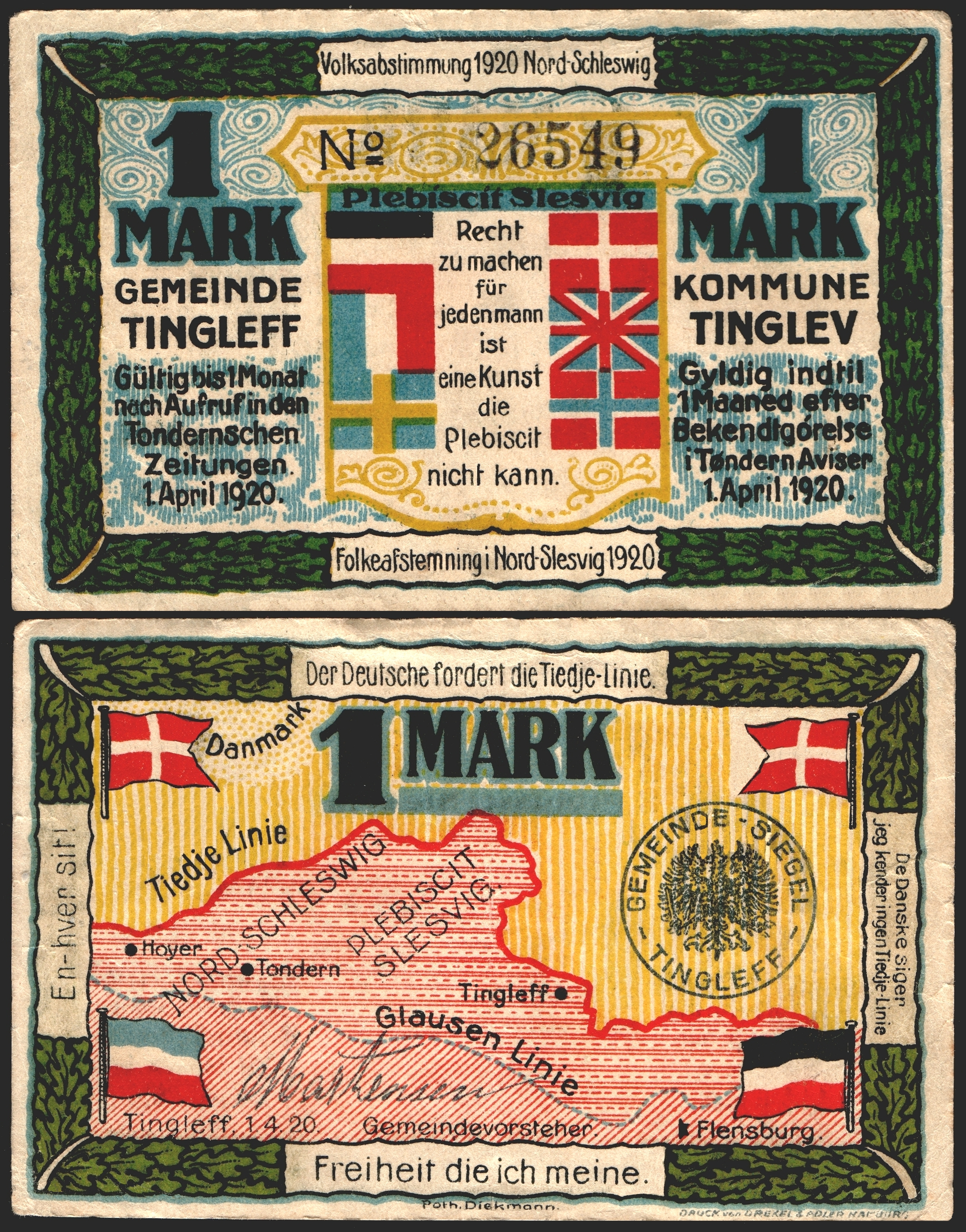
Нотгельд от 1920 года, изображающая два возможных раздела Шлезвига

В своей книге «Folkesproget i Sønderjylland» Клаузен описал, как он оценивал языковую ситуацию: «В своей оценке я представил точку зрения по языку члена государственного совета Фленсбурга Я. Г. С. Адлера, однако, интерпретировал это довольно односторонне, признав многочисленные многоязычные домохозяйства в Центральном Шлезвиге, то есть семьи, в которых говорили на южноютландском языке в дополнение к немецкому и нижненемецкому языкам, как датскоязычную область». Эта область частично соответствовала так называемой линии Тидье, предложенной в качестве границы немецким историком Йоханнесом Тидье после плебесцита в 1920 году на основе фактических результатов.
Тот факт, что линия Клаузена заканчивалась примерно в 7 км к северо-западу от Фленсбурга, был воспринят многими националистически настроенными датчанами как непризнание их голосов, что в свете очевидных результатов плебисцита, указывающих на явный выход, в городе уже не мог быть истолкован как таковой. Скорее, мотивация могла заключаться в нежелании рисковать неопределенным исходом для всей зоны 1 из-за густонаселенного города Фленсбург, даже если в то время в городе все ещё проживало значительное датское меньшинство.
Как показал результат первого плебисцита, в районе непосредственно к северу от линии Клаузена было частичное немецкое большинство, но поскольку голосование было единым, то есть общий результат первой зоны голосования был решающим, эти районы также отошли Дании. Немецкое меньшинство к северу от границы примерно вдвое большее, чем датское меньшинство к югу от границы.
Однако из-за политической ситуации сразу после окончания Первой мировой войны линия Тидье, которая создала бы столь же крупные меньшинства по обе стороны границы, не была выбрана в качестве границы, также не был выбран компромисс, который включал бы только районы области Тондерн, в пользу более неблагоприятного для Германии варианта границы.

## Разделение Шлезвига
Линия Клаузена теперь разделяла герцогство Шлезвиг на датский Северный Шлезвиг и немецкий Южный Шлезвиг. Северный Шлезвиг с площадью 5794 км² несколько больше Южного Шлезвига с площадью 5300 км². В конце Первой мировой войны Ханс Петер Ханссен, среди прочего, объявил на сессии Рейхстага 22 октября 1918 года о проведении референдума на территории Шлезвига. После революции новое правительство Германии согласилось с этим в письме государственного секретаря Вильгельма Зольфа в министерство иностранных дел. Датское правительство под руководством Карла Теодора Сале с успехом предъявило требование о голосовании Союзной комиссии по перемирию. Ханссен был принят в правительство Дании в качестве министра по делам Северного Шлезвига в июне 1919 года и с тех пор возглавлял переговоры с датской стороны относительно формата плебисцита, проведение которого должно было быть включено в Версальский договор, хотя Дания не участвовала в Первой мировой войне. Если бы оба государства достигли двустороннего соглашения о языковой границе в качестве государственной границы, площадь Северного Шлезвига составляла бы только 4418 км². Площадь между двумя линиями в 1376 км² — практически «военный выигрыш» невоюющей Дании. Дания заняла Северный Шлезвиг и включила его в свой состав как Южную Ютландию. В 1997 году был создан европейский регион Sønderjylland-Schleswig, который по размеру равен герцогству Шлезвиг.